# 上海医药工业研究院
上海医药工业研究院是中华人民共和国的药物研发机构，原名上海医药工业研究所，1957年成立。现为中国医药工业研究总院的成员企业。